# Бужанська сільська рада
Бужа́нська сільська́ ра́да — адміністративно-територіальна одиниця та орган місцевого самоврядування в Лисянському районі Черкаської області. Адміністративний центр — село Бужанка.

## Загальні відомості
- Населення ради: 1 963 особи (станом на 2001 рік)

## Населені пункти
Сільській раді були підпорядковані населені пункти:
- с. Бужанка

## Склад ради
Рада складалася з 18 депутатів та голови.
- Голова ради: Стадник Валентина Володимирівна
- Секретар ради: Юзипенко Оксана Петрівна

### Керівний склад попередніх скликань
| Прізвище, ім'я, по батькові     | Основні відомості                                                                     | Дата обрання | Дата звільнення |
| ------------------------------- | ------------------------------------------------------------------------------------- | ------------ | --------------- |
| Стадник Валентина Володимирівна | Сільський голова, 1962 року народження, освіта незакінчена вища, позапартійна         | 26.03.2006   | 31.10.2010      |
| Стадник Валентина Володимирівна | Сільський голова, 1962 року народження, освіта незакінчена вища, член Партії регіонів | 31.10.2010   |                 |

Примітка: таблиця складена за даними сайту Верховної Ради України

### Депутати
За результатами місцевих виборів 2010 року депутатами ради стали:

#### За суб'єктами висування
| Суб'єкт висування               | Кількість обраних депутатів | %    |
| ------------------------------- | --------------------------- | ---- |
| Народна партія                  | 6                           | 33,3 |
| Самовисування                   | 6                           | 33,3 |
| Партія регіонів                 | 5                           | 27,8 |
| Політична партія «Наша Україна» | 1                           | 5,6  |

#### За округами
| № округу                        | Прізвище, ім'я, по батькові      | Дата визнання обраним | Освіта             | Партійна приналежність | Відомості про обраного депутата                                                   |
| ------------------------------- | -------------------------------- | --------------------- | ------------------ | ---------------------- | --------------------------------------------------------------------------------- |
| Народна Партія                  |                                  |                       |                    |                        |                                                                                   |
| 1                               | Складанний Михайло Євгенійович   | 01.11.2010            | вища               | позапартійний          | приватний підприємець                                                             |
| 2                               | Вдовиченко Валентина Степанівна  | 01.11.2010            | вища               | позапартійна           | СТОВ «Бужанське», бухгалтер                                                       |
| 6                               | Попко Тетяна Вікторівна          | 01.11.2010            | вища               | позапартійна           | Бужанський МНВК, директор                                                         |
| 9                               | Вдовиченко Михайло Олександрович | 01.11.2010            | середня спеціальна | позапартійний          | пенсіонер                                                                         |
| 14                              | Невмиваний Роман Петрович        | 01.11.2010            | середня            | позапартійний          | ДП «Чорнобиль сервіс», слюсар                                                     |
| 17                              | Коваль Оксана Миколаївна         | 01.11.2010            | середня спеціальна | позапартійна           | магазин «Бужанський», продавець                                                   |
| Партія регіонів                 |                                  |                       |                    |                        |                                                                                   |
| 5                               | Вовкодав Іван Іванович           | 01.11.2010            | вища               | член Партії регіонів   | Бужанська дільниця державної ветмедицини, завідувач                               |
| 7                               | Запорожець Максим Володимирович  | 01.11.2010            | вища               | член Партії регіонів   | СПП «Біле Озеро», начальник відділу постачання                                    |
| 8                               | Московенко Сергій Петрович       | 01.11.2010            | вища               | член Партії регіонів   | пенсіонер                                                                         |
| 12                              | Юзипенко Оксана Петрівна         | 01.11.2010            | вища               | член Партії регіонів   | Бужанська сільська рада, секретар сільської ради, секретар виконкому              |
| 16                              | Безугла Наталія Леонідівна       | 01.11.2010            | вища               | член Партії регіонів   | Бужанська сільська рада, спеціаліст сільської ради, зщемлеупорядник               |
| Політична партія «Наша Україна» |                                  |                       |                    |                        |                                                                                   |
| 18                              | Кравченко Іван Петрович          | 01.11.2010            | вища               | позапартійний          | пенсіонер                                                                         |
| Самовисування                   |                                  |                       |                    |                        |                                                                                   |
| 3                               | Березовчук Михайло Миколайович   | 01.11.2010            | середня спеціальна | член Партії регіонів   | ТОВ «Людмила-Фарм» м. Київ, кладовщик                                             |
| 4                               | Штихир Тетяна Миколаївна         | 01.11.2010            | середня            | позапартійна           | тимчасово не працює                                                               |
| 10                              | Бойко Ольга Василівна            | 01.11.2010            | вища               | позапартійна           | Дошкільна установа, завідувачка                                                   |
| 11                              | Чирва Володимир Васильович       | 01.11.2010            | вища               | позапартійний          | Бужанська загальноосвітня школа І-ІІІ ст., вчитель української мови та літератури |
| 13                              | Чередник Олена Михайлівна        | 01.11.2010            | вища               | позапартійна           | СПП «Біле Озеро», головнийбух галтер                                              |
| 15                              | Коваленко Олена Степанівна       | 01.11.2010            | середня            | позапартійна           | Лисянська газова служба, контролер                                                |

## Населення
Згідно з переписом УРСР 1989 року чисельність наявного населення сільської ради становила 2617 осіб, з яких 1176 чоловіків та 1441 жінка.
За переписом населення України 2001 року в сільській раді мешкало 1966 осіб.

### Мова
Розподіл населення за рідною мовою за даними перепису 2001 року:
| Мова       | Відсоток |
| ---------- | -------- |
| українська | 99,54 %  |
| російська  | 0,31 %   |
| білоруська | 0,05 %   |